# Сніги (селище)
Сніги — селище в Україні, у Золочівській селищній громаді Богодухівського району Харківської області. Населення становить 26 осіб.

## Географія
Селище Сніги знаходиться за 3 км від річки Уди (правий берег). До селища примикають села Цилюрики, Постольне, Мартинівка. Через селище проходить залізниця, станція Сніги.

## Історія
Селище засноване в 1910 році.
12 червня 2020 року, розпорядженням Кабінету Міністрів України № 725-р «Про визначення адміністративних центрів та затвердження територій територіальних громад Харківської області», увійшло до складу Золочівської селищної громади.
19 липня 2020 року, в результаті адміністративно-територіальної реформи та ліквідації Золочівського району, село увійшло до складу Богодухівського району.